# تفتگاه

تفتگاه‌های جهان: ۱-گسل واگرا ۲-گسل ترادیس ۳-گسل همگرا ۴-کمربند کوهزایی.

تَفتگاه یا لکهٔ داغ (به انگلیسی: Hotspot) در دانش زمین‌شناسی به نقاطی در کره زمین گفته می‌شود که نسبت به نقاط دیگر به‌طور غیرعادی گرم هستند و باور دانشمندان بر این است که علت آن فعالیت‌های آتشفشانی در گوشته زمین در لایه‌های زیر این نقاط می‌باشد.
تفتگاه‌ها ممکن است در نزدیکی صفحات زمین‌ساختی قرار داشته باشند یا از آن‌ها دور باشند.
تعداد تفتگاه‌ها، حدود ۵۰ تا ۱۲۰ عدد تعیین شده است. یکی از این نقاط نیز در جزیره ایسلند در شمال اروپاست.
زمین‌شناسان بر این باورند که نوعی مخزن در حال بالا آمدن از مواد گوشته، در زیر آتشفشان‌های داخل صفحات اقیانوسی قرار دارد. گداختن این مواد در هنگام رسیدن به ژرفاها و کم‌وکاسته شدن از مقدار فشار، باعث پدیدآوردن نوعی نقطه داغ می‌شود. با فرض اینکه صفحه اقیانوس آرام از روی این نقطه داغ عبور می‌کند، به ترتیب ساختارهای آتشفشانی حاصل می‌آید. عمر هر آتشفشان نیز نشاندهنده زمانی است که کوه، در روی تفتگاه و ساکن گوشته قرار داشته است.
نقاط داغ در واقع مراکز فعالیت‌های آتشفشانی ادوار گذشته و حال هستند. اگرچه تفتگاه‌ها بر روی صفحات سنگ‌کره قرار دارند ولی از نظر مکانی غالباً فاصله زیادی با حاشیه‌های فعال صفحه‌ها دارند. تفتگاه‌ها می‌توانند به صورت آتشفشان‌های منفرد یا گروهی هم در سنگ‌کره قاره‌ای و هم در سنگ‌کره اقیانوسی پدید آیند. در کف ژرف سنگ‌کره‌های اقیانوسی زنجیره‌هایی از آتشفشان‌ها به عنوان نقاط داغ مشاهده شده است. تفتگاه‌های دیگری نیز در حاشیه‌های سازنده صفحه‌ها به چشم می‌خورند.
آتشفشان‌های مربوط به جزایر و رشته‌کوه‌های قوسی موجود در بالای منطقه فرورانش از رده تفتگاه‌ها خارج هستند و به‌عبارت دیگر در این ردیف و مفهوم بحساب نمی‌آید.
مخازن ماگما در محل خود ثابت هستند و این در حالی است که مخزن به‌طور مستقیم در حال حرکت است. در این رهگذر همواره روی تفتگاه آتشفشان‌هایی شکل می‌گیرند؛ ولی به محض اینکه در اثر حرکت سنگ‌کره آتشفشان مذکور از نقاط داغ دور می‌شوند مجدداً روی آن آتشفشان جدیدی شکل گرفته و آتشفشان پیشین از فعالیت بازمی‌ایستد. در همین رابطه آتشفشان‌های غیرفعال زنجیره‌ای را تولید می‌کنند که نمایانگر جهت حرکت صفحه می‌باشد.
تفتگاه‌هایی که در کف اقیانوس اطلس قرار دارند دارای رفتار متفاوت نسبت به صفحه اقیانوس آرام هستند. به نظر می‌رسد نقاط داغ اقیانوس اطلس اصولاً در دور یا نزدیکی محور کافت آغازی اقیانوس یعنی کافتی که در اثر جداشدن صفحه آمریکا از آفریقا به‌وجود آمده و باعث تشکیل اقیانوس اطلس شده است قرار دارند.